# Área de Proteção Ambiental de Joanes-Ipitanga
A Área de Preservação Ambiental de Joanes-Ipitanga é a área de proteção ambiental (APA) criada pelo decreto estadual nº 7.596 de 5 de junho de 1999 como medida de preservação à bacia do Joanes-Ipitanga, que é parte do sistema de abastecimento humano de água potável da Região Metropolitana de Salvador. São protegidas as represas Joanes I e II e Ipitanga I, II, III, além do estuário do Rio Joanes. Na área protegida pela APA encontram-se as praias de Busca Vida, de Buraquinho e de Jauá, as lagoas de Busca Vida e as dunas de Abrantes e Jauá. Em seus 64.463 hectares, abrange os municípios de Camaçari, Simões Filho, Lauro de Freitas, São Francisco do Conde, Candeias, São Sebastião do Passé, Salvador e Dias d'Ávila.
Dentre os problemas ambientais sofridos, estão desde desmatamento e queimadas à extração ilegal de areia, arenoso e barro, lançamentos de esgotos domésticos e industrial e de lixo em local inadequado, poluição atmosférica e ocupação de áreas de preservação permanente.
O Conselho Gestor da unidade de conservação encontra-se ativo, composto por 45 membros, dividido paritariamente entre órgãos públicos, sociedade civil e empreendedores locais e seu gestor é Geneci Braz. A unidade é conta com plano de manejo (em processo de revisão) e zoneamento.